# Føroyski Javnaðarflokkurin
Føroyski Javnaðarflokkurin je originální název faerské sociálně-demokratické strany. Předchůdce strany vznikl již v roce 1925, o rok později strana vznikla oficiálně. K volbám nastoupila poprvé 23. ledna 1928, kdy obdržela 10,6 % hlasů. Od roku 1958, kdy strana vyhrála volby, byla zastoupena téměř ve všech vládách.

## Předsedové strany
- Maurentius S. Viðstein (1926–1936)
- Peter Mohr Dam (1936–1968)
- Einar Fróvin Waag (1968–1969)
- Jákup Frederik Øregaard (1969–1972)
- Atli Pætursson Dam (1972–1993)
- Marita Petersen (1993–1996)
- Jóannes Eidesgaard (1996–2011)
- Aksel V. Johannesen (2011–)